# Conferenza nazionale dei vescovi del Brasile
La Conferenza nazionale dei vescovi del Brasile (CNBB, Conferencia Nacional dos Bispos do Brasil) è l'assemblea dei vescovi del Brasile. Appartengono alla CNBB tutti gli ordinari diocesani del Brasile, i vescovi coadiutori, i vescovi ausiliari e gli altri vescovi titolari che esercitano nel territorio nazionale una carica speciale, affidata dalla sede apostolica o dalla Conferenza dei vescovi. (cf. can. 450).
È stata fondata il 14 ottobre 1952 a Rio de Janeiro. Dal 1977 ha sede a Brasilia. La Conferenza è uno dei membri del Consiglio episcopale latinoamericano (CELAM).

## Cronotassi

### Presidenti
- Cardinale Carlos Carmelo de Vasconcelos Motta, arcivescovo di San Paolo (1952 - 1958)
- Cardinale Jaime de Barros Câmara, arcivescovo di Rio de Janeiro (1958 - 1964)
- Cardinale Agnelo Rossi, arcivescovo di San Paolo (1964 - 1971)
- Cardinale Aloísio Leo Arlindo Lorscheider, O.F.M., vescovo di Santo Ângelo (1971 - 1979)
- Vescovo Ivo Lorscheiter, vescovo di Santa Maria (1979 - 1987)
- Arcivescovo Luciano Pedro Mendes de Almeida, S.I., vescovo ausiliare di San Paolo e vescovo titolare di Torre di Proconsolare, in seguito arcivescovo di Mariana (1987 - 1995)
- Cardinale Lucas Moreira Neves, O.P., arcivescovo di San Salvador di Bahia (1995 - 1998)
- Vescovo Jayme Henrique Chemello, vescovo di Pelotas (1998 - 2003)
- Cardinale Geraldo Majella Agnelo, arcivescovo di San Salvador di Bahia (maggio 2003 - maggio 2007)
- Arcivescovo Geraldo Lyrio Rocha, arcivescovo di Mariana (maggio 2007 - 10 maggio 2011)
- Cardinale Raymundo Damasceno Assis, arcivescovo di Aparecida (10 maggio 2011 - 20 aprile 2015)
- Cardinale Sérgio da Rocha, arcivescovo di Brasilia (20 aprile 2015 - 6 maggio 2019)
- Arcivescovo Walmor Oliveira de Azevedo, arcivescovo di Belo Horizonte (6 maggio 2019 - 24 aprile 2023)
- Cardinale Jaime Spengler, O.F.M., arcivescovo di Porto Alegre, dal 24 aprile 2023

### Vicepresidenti
- Arcivescovo Avelar Brandão Vilela, arcivescovo di Teresina (1964 - 1968)
- Cardinale Alfredo Vicente Scherer, arcivescovo di Porto Alegre (1968 - 1971)
- Cardinale Avelar Brandão Vilela, arcivescovo di San Salvador di Bahia (1971 - 1974)
- Arcivescovo Geraldo Fernandes Bijos, C.M.F., arcivescovo di Londrina (1974 - 1979)
- Vescovo Clemente José Carlos de Gouvea Isnard, O.S.B., vescovo di Nova Friburgo (1979 - 1983)
- Arcivescovo Benedito de Ulhôa Vieira, arcivescovo di Uberaba (1983 - 1987)
- Arcivescovo Paulo Eduardo Andrade Ponte, arcivescovo di São Luís do Maranhão (1987 - 1991)
- Arcivescovo Serafim Fernandes de Araújo, arcivescovo di Belo Horizonte (1991 - 1995)
- Vescovo Jayme Henrique Chemello, vescovo di Pelotas (1995 - 1998)
- Arcivescovo Marcelo Pinto Carvalheira, arcivescovo della Paraíba (1998 - 2003)
- Vescovo Antônio Celso de Queiroz, vescovo di Catanduva (2003 - 2007)
- Arcivescovo Luiz Soares Vieira, arcivescovo di Manaus (2007 - 10 maggio 2011)
- Arcivescovo José Belizário da Silva, O.F.M., arcivescovo di São Luís do Maranhão (10 maggio 2011 - 20 aprile 2015)
- Arcivescovo Murilo Sebastião Ramos Krieger, S.C.I., arcivescovo di San Salvador di Bahia (20 aprile 2015 - 6 maggio 2019)
- Arcivescovo Jaime Spengler, O.F.M., arcivescovo di Porto Alegre (6 maggio 2019 - 24 aprile 2023)
- Arcivescovo João Justino de Medeiros Silva, arcivescovo di Goiânia, dal 25 aprile 2023

### Secondi vicepresidenti
In occasione delle elezioni del 2019 è stata introdotta la carica del secondo vicepresidente.
- Arcivescovo Mário Antônio da Silva, arcivescovo di Cuiabá (6 maggio 2019 - 25 aprile 2023)
- Arcivescovo Paulo Jackson Nóbrega de Sousa, arcivescovo di Olinda e Recife, dal 25 aprile 2023

### Segretari generali
- Arcivescovo Hélder Pessoa Câmara, vescovo ausiliare di Rio de Janeiro e vescovo titolare di Salde (1952 - 1964)
- Vescovo José Gonçalves da Costa, C.SS.R., arcivescovo di Niterói (1964 - 1968)
- Vescovo Aloísio Leo Arlindo Lorscheider, O.F.M., vescovo di Santo Ângelo (1968 - 1971)
- Vescovo Ivo Lorscheiter, vescovo ausiliare di Porto Alegre e vescovo titolare di Tamada, in seguito arcivescovo di Santa Maria (1971 - 1979)
- Vescovo Luciano Pedro Mendes de Almeida, S.I., vescovo ausiliare di San Paolo e vescovo titolare di Torre di Proconsolare (1979 - 1987)
- Vescovo Antônio Celso de Queiroz, vescovo ausiliare di San Paolo e vescovo titolare di Saetabis (1987 - 1995)
- Vescovo Raymundo Damasceno Assis, vescovo ausiliare di Brasilia e vescovo titolare di Novapietra (1995 - 2003)
- Vescovo Odilo Pedro Scherer, vescovo ausiliare di San Paolo e vescovo titolare di Novi (2003 - 2007)
- Arcivescovo Dimas Lara Barbosa, vescovo ausiliare di Rio de Janeiro e vescovo titolare di Megalopoli di Proconsolare (2007 - 10 maggio 2011)
- Vescovo Leonardo Ulrich Steiner, O.F.M., prelato di São Félix, poi vescovo ausiliare di Brasilia e vescovo titolare di Tisiduo (10 maggio 2011 - 7 maggio 2019)
- Vescovo Joel Portella Amado, vescovo ausiliare di Rio de Janeiro e vescovo titolare di Carmeiano (7 maggio 2019 - 25 aprile 2023)
- Vescovo Ricardo Hoepers, vescovo di Rio Grande, poi vescovo ausiliare di Brasilia, dal 25 aprile 2023